# Enrique Francini
Enrique Mario Francini (* 14. Januar 1916 in San Fernando; † 27. August 1978) war ein argentinischer Geiger, Bandleader und Tangokomponist.

## Leben und Wirken
Gleich seinem Freund, dem Pianisten Héctor Stamponi, debütierte Francini mit der Gruppe Juan Ehlerts. Er wurde dann Mitglied des Orchesters von Miguel Caló und gründete mit Armando Pontier das Orquesta Francini-Pontier. 1955 leitete er kurze Zeit ein eigenes Orchester, dem u. a. der Pianist Juan José Paz, der Bandoneonist Julio Ahumada und der Sänger Alberto Podestá angehörten. Mit diesem nahm er bei RCA Victor La trilla von Eduardo Arolas und Petit Salón von Vicente Demarco (Text von Silvio Marinucci) auf.
Kurz darauf wurde er Mitglied des Octeto Buenos Aires, dem Astor Piazolla und Roberto Pansera (Bandoneon), Francini und Hugo Baralis (Geige), José Bragato (Cello), Aldo Nicolini (Kontrabass), Horacio Malvicino (elektrische Gitarre) und Atilio Stampone (Klavier) angehörten. Gelegentlich arbeitete das Oktett mit Leopoldo Federico und später Elvino Vardaro zusammen. Für LP-Produktionen spielte Francini außerdem auch im Orchester Los Astros del Tango. Des Weiteren spielte er in den Los Violines de Oro del Tango, war Erster Geiger im Orchester des Teatro Colón und von 1958 bis zu seinem Tod Erster Geiger des Philharmonieorchesters von Buenos Aires.
1963 schloss sich Francini mit Armando Pontier, Domingo Federico, Alberto Podestá und Raúl Berón Miguel Calós Orquesta de las Estrellas (mit dem Pianisten Orlando Trípoli) an. 1970 gründete er ein Sextett u. a. mit dem Bandoneonisten Néstor Marconi, mit dem er im Caño 14 und im Fernsehen auftrat und eine LP aufnahm. Im Jahr 1973 reorganisierte er das Orchester Francini-Pontier und unternahm, u. a. mit Omar Murtagh, Néstor Marconi und Omar Valente und der Sängerin Alba Solís  eine Japantournee. Eine weitere Japantournee mit mehr als 20 Musikern und Tangotänzern unternahm er 1977. Nach seiner Rückkehr gründete er ein Sinfonieorchester, das bei der Show Tangos por el mundo am Teatro Alvear auftrat. Am 27. August 1978 starb Francini während eines Auftrittes im Caño 14.